# Garuda (Rautahat)
Garuda (Nepali गरुडा) ist eine Stadt (Munizipalität) im Distrikt Rautahat im mittleren Terai Nepals.
Garuda liegt westlich des Bagmati-Flusses. Chandrapur befindet sich 20 km weiter nördlich, Gaur ca. 20 km südlich.
Die Stadt Garuda entstand 2014 aus dem Zusammenschluss der Village Development Committees Basbiti Jingadiya, Garuda Bairiya, Gedahiguthi, Jayanagar, Mahamadpur, Malahi und Pothiyahi.
Das Stadtgebiet umfasst 30,3 km².

## Einwohner
Bei der Volkszählung 2011 hatten die VDCs, aus welchen die Stadt Garuda entstand, 39.637 Einwohner (davon 20.449 männlich) in 5798 Haushalten.